# Гулаби
Гулаби (с хинди गुलाब — «розовый») — группа вигилантов, правозащитная организация. Банда впервые появилась в округе Банда, штат Уттар-Прадеш, в ответ на широко распространённое семейное насилие и другие виды насилия в отношении женщин. Ранее бандой командовала Сампат Пал Деви.
Гулаби состоит из женщин от 18 до 60 лет. Сообщается, что она действует с 2010 года по всей Северной Индии как на улицах, так и в местной политике.

## Подоплёка
Официальная штаб-квартира Гулаби находится в Бадаусе в округе Банда, штат Уттар-Прадеш. По состоянию на 2003 год район занимал 154-е место в списке Плановой комиссии из 447 районов по индексу отсталости. В районе проживает множество далитов (неприкасаемая каста), которые подвергаются дискриминации.

## Описание
Сампат Пал Деви основала Гулаби в 2006 году в ответ на то, что полиция игнорировала проблемы жертв домашнего насилия. Большинство членов банды (или, возможно, все), принадлежит к низшим кастам. Банда сосредотачивает своё внимание на самом бедном регионе Индии, где около половины населения сталкивается с нищетой, отсутствием образования и другими проблемами. Гулаби борется за права женщин вне зависимости от их касты. В ней также есть члены-мужчины, которые присоединились к Гулаби из чувства солидарности в противостоянии коррупции в правительстве, детским бракам и смертям из-за приданого. В 2010 году был принят закон, который помог зарезервировать 33 % мест в парламенте для женщин, но члены Гулаби решили продолжить деятельность, так как коррупции подвержены и женщины-политики. Гулаби предпочитают самосуд, а не работу с политиками, при этом Сампат Пал Деви отмечала, что они могут сами решать, что делать, чтобы государство не воспринимало их как должное, а самостоятельную работу они предпочитают кооперации с государственными организациями. Некоторые члены банды безработные, некоторые работают в сельском хозяйстве, а некоторые зарабатывают на жизнь работой, созданной через группы самопомощи: продажу овощей, шитьё или другую торговлю. Согласно Аль-Джазире, по состоянию на 2014 год в группе насчитывается около 400 000 членов; газета Hindustan Times называла цифру в 270 000 человек .
Сампат Пал Деви заявляла, что Гулаби — не банда в обычном смысле, это «банда за справедливость», а это чувство в ней воспитали ещё в детстве; замуж её выдали в возрасте 12 лет. Однако, несмотря на слова о справедливости, 2 марта 2014 года её освободили от занимаемой должности из-за обвинений в финансовых махинациях и постановке личных интересов выше интересов группы. Пал отвергла эти обвинения и до сих пор участвует в её деятельности.
Гулаби открыли несколько пунктов помощи, в каждом из которых есть глава отдела, «командир», которая самостоятельно занимается повседневными делами и более мелкими проблемами людей. Сведения о действиях Гулаби распространяют сарафанное радио и газетные статьи. Женщины, подвергшиеся насилию, знающие о Гулаби, связываются с ними и рассказывают свои истории. Первый шаг членов Гулаби — обратиться в полицию, но если это не удаётся, банда берёт дело в свои руки. В ранний период существования участницы Гулаби нападали на полицейских и чиновников, однако местная полиция утверждает, что «банда делает хорошую работу и в некотором роде помогает нам решать проблемы».
В Гулаби нет дискриминации по признаку пола, потому что банда фокусируется не только на мужской власти над женщинами, но и на правах человека и угнетении мужчин. Мужчины всё чаще просят Гулаби поддержать местную активность. Когда 7000 фермеров из Банды вышли на улицы с протестом, требуя компенсации за неурожай, они попросили банду Гулаби помочь им. В рамках общественных работ члены Гулаби раздают еду и зерно жителям сельской местности, выплачивают пенсии вдовам, не имеющим средств к существованию в старости, и помогают предотвращать жестокое обращение с женщинами и детьми. Банда Гулаби также учит женщин самообороне и тому, как быть экономически самодостаточными.
Банда Гулаби получила Kelvinator 11th GR8! Women Award — награду, присуждаемую Индийской телевизионной академией. Они также получили «Премию Годфри Филлипса за храбрость», присуждаемую в Уттар-Прадеше, Уттаракханде и Дели, за социальную храбрость.
В список корпоративных партнёров банды Гулаби входит Vitalect, компания, занимающаяся технологиями и услугами, которая работает с некоммерческими организациями, чтобы помочь им в удовлетворении их технологических потребностей, и Social Solution India (SSI), некоммерческая компания, которая способствует стабильности НКО.

## Инциденты
В июне 2007 года Сампат Пал Деви узнала, что государственные магазины справедливых цен не продают сельским жителям еду и зерно, хотя обязаны это делать. Она повела Гулаби тайно наблюдать за магазином, они собрали улики и обнаружили, что грузовики отправляли зерно из магазина на нерегулируемый рынок. Затем они передали улики местным властям и потребовали вернуть зерно в магазины по справедливой цене. Местные власти проигнорировали их жалобы, но репутация банды улучшилась.
В 2008 году Гулаби взяли штурмом офис электроснабжения в районе Банда и заставили чиновников снова включить электричество, которое те отключили для получения взяток. Члены группы также прервали несколько детских браков и организовали протесты против практики выплачивать приданое и женской неграмотности. В 2007 году мужчина из высшей касты изнасиловал женщину из касты далитов, инцидент замалчивали, несмотря на протесты, участников которых арестовывала полиция. Гулаби ворвались в полицейский участок и попытались освободить арестованных протестующих. Они также потребовали возбудить дело против насильника, а когда полицейский отказался возбуждать дело, они напали на него. С того времени банда прибегала к физическому насилию, если иначе их не слушают, а если это не поможет достигнуть цели, они начинают кампанию по публичному осуждению преступника. Несмотря на то, что Гулаби стали известны из-за насильственных методов работы, они также используют ненасильственные тактики, такие как марши и захваты собственности.
В 2011 году банда помогла Шилу Нишад, 17-летней девушке, подвергшейся групповому изнасилованию. Когда Нишад пришла в полицейский участок и попыталась написать заявление, её арестовали. Насильники, среди которых был и член законодательного собрания, первыми прибыли в полицейский участок и потребовали её ареста. Отец жертвы обратился к Гулаби, которые, в свою очередь, организовали две массовые демонстрации перед полицейским участком и домом депутата.
Сампат Пал Деви говорила: «Да, мы боремся с насильниками с помощью лати [больших бамбуковых палок]. Если мы найдём виновного, мы изобьём его до полусмерти, чтобы он больше не осмелился причинить зло какой-либо девушке или женщине». Суман Сингх, занимавшая пост главы банды после Сампат Пал Деви, упомянула, что, когда «женщина стремится стать членом банды Гулаби, это происходит потому, что она пострадала от несправедливости, подверглась притеснению и не видит другого выхода. Все наши женщины могут противостоять мужчинам и, в случае необходимости, искать возмездия с лати».

## Образование
Одной из целей Сампат Пал было снижение уровня неграмотности среди молодых женщин. В 2008 году Гулаби открыли школу в Банде, в которой обучалось не менее 400 девочек.

## В популярной культуре
- Банда Гулаби показана в фильме 2010 года «Розовые сари» (Pink Saris), режиссёр Ким Лонгинотто[25], а также в документальном фильме 2012 года «Банда Гулаби» Ништы Джейн[26][27]
- Первоначально сообщалось, что болливудский фильм Gulaab Gang с Мадхури Дикшит и Джухи Чавлой в главных ролях основан на жизни Сампат Пал, но режиссёр отрицал это, говоря, что он восхищается её работой, но фильм не был основан на её жизни[28][29]
- В 2013 году была опубликована книга о происхождении и деятельности банды под названием «Революция розового сари: повесть о женщинах и власти в Индии» (Pink Sari Revolution: A Tale of Women and Power in India)[30].
- Банда Гулаби представлена в песне Des fleurs et des flammes 2017 года французской певицы Таль, альбом Tal[31].
- Банда Гулаби фигурирует в романе Н. Х. Сензая «Билет в Индию» (Ticket to India)[32].